# 兪山
兪 山（ゆ さん、1399年 - 1457年）は、明代の官僚。字は積之、号は梅荘。本貫は嘉興府秀水県。

## 生涯
1399年（建文元年）6月4日、兪璿と王氏のあいだの子として生まれた。1427年（宣徳2年）、太学に入った。1440年（正統5年）郷挙により郕王府伴読となった。1449年（正統14年）9月、鴻臚寺左丞に転じた。1450年（景泰元年）1月、鴻臚寺左少卿に進んだ。9月、吏部右侍郎に転じた。1451年（景泰2年）7月、吏部左侍郎に進んだ。景泰帝が皇太子の廃立を計画すると、兪山はひそかに上疏して諫めたが、聞き入れられなかった。1452年（景泰3年）、朱見済が皇太子に立てられると、兪山は太子少傅の位を加えられた。1455年（景泰6年）7月、兪山は致仕して官を去った。1457年（天順元年）10月9日、死去した。享年は59。著書に『梅荘集』があった。

## 子女
- 兪謨（長男）
- 兪誥（次男、工科給事中・沂州通判）
- 兪諫（三男）